# Teleologia
Es denomina teleologia (del grec τέλος, fi, i -logía) a l'estudi dels fins o propòsits, o la doctrina filosòfica de les causes finals. Usos més recents el defineixen simplement com l'atribució d'una finalitat o objectiu a processos concrets. La mentalitat teleològica es troba en la cultura humana des de Plató i Aristòtil.
En biologia, la teleologia està present en les expressions emprades per a presentar explicacions transmetent una idea d'intencionalitat en els fenòmens biològics. Aquesta manera de presentar explicacions ha sigut objecte de crítica negativa per part d'ecologistes professionals ja que la ciència es basa en les proves, no en com de raonables pareixen. La mentalitat teleològica no descriu la natura de manera neutra, sinó amb judicis i justificacions mesclant el ser amb el deure.